# Clemente Canepari
Pour les articles homonymes, voir Canepari.
Clemente Canepari (né le 11 novembre 1886 à Pieve Porto Morone, dans la province de Pavie en Lombardie et mort le 13 septembre 1966 à San Colombano al Lambro) est un coureur cycliste italien du début du XXe siècle, dont la carrière, particulièrement longue, s'acheva à la fin des années 1920.

## Biographie
Professionnel de 1906 à 1927 dans diverses équipes, Clemente Canepari remporta notamment le Tour d'Émilie (1911) et une étape du Tour d'Italie (1913). Lors de cette dernière, il établit le record de la plus longue échappée solitaire victorieuse dans l'histoire de l'épreuve : 238 km.

## Palmarès
- 1906
  - GP Castel San Giovanni
  - 6e du Tour de Lombardie
- 1907
  - 9e de Milan-San Remo
- 1908
  - Tre Coppe Parabiago
  - 3e de la Coppa Tradate
  - 3e de la Coppa Val d'Olona
  - 10e de Milan-San Remo
- 1909
  - Tour de la Province de Pavie
  - GP Castel San Giovanni
  - Milan-Varese-Milan
  - 2e de la Coppa Vastogi
  - 2e de la Coppa Val d'Olona
  - 3e de Milan-Varese
  - 4e du Tour d'Italie
- 1910
  - 7e du Tour d'Italie
- 1911
  - Tour d'Émilie
- 1912
  - 8e du Tour de Lombardie
- 1913
  - 7e étape du Tour d'Italie
- 1914
  - 4e du Tour d'Italie
- 1916
  - 8e du Tour de Lombardie
- 1918
  - 2e du Grand Prix cycliste de Rome
  - 7e du Tour de Lombardie
- 1919
  - 3e de Rome-Trente-Trieste
  - 4e du Tour d'Italie
  - 8e de Milan-San Remo
- 1921
  - 7e de Milan-San Remo
  - 8e du Tour d'Italie

## Résultats dans les grands tours

### Tour de France
3 participations :
- 1908 : 12e
- 1909 : abandon (3e étape)
- 1913 : 13e

### Tour d’Italie
11 participations :
- 1909 : 4e
- 1910 : 7e
- 1911 : abandon
- 1913 : 12e
- 1914 : 4e
- 1919 : 4e
- 1920 : abandon
- 1921 : 8e
- 1922 : abandon
- 1923 : 35e
- 1927 : abandon